# ルートヴィヒ・フィリップ (プファルツ＝グッテンベルク公)
ルートヴィヒ・フィリップ（ドイツ語：Ludwig Philipp, 1577年11月29日 - 1601年10月14日）は、プファルツ＝グッテンベルク公（在位：1598年 - 1601年）。

## 生涯
ルートヴィヒ・フィリップは、プファルツ＝フェルデンツ公ゲオルク・ヨハン1世とスウェーデン王グスタフ1世ヴァーサの娘アンナ・マリアとの間に三男として生まれた。
ルートヴィヒ・フィリップは、1592年に弟のゲオルク・ヨハン2世とともにグッテンベルク領を分割相続した。兄ゲオルク・グスタフとヨハン・アウグストはそれぞれフェルデンツとリュッツェルシュタインを継承した。1595年までルートヴィヒ・フィリップは母親と長兄ゲオルグ・グスタフの保護下にあった。
ルートヴィヒ・フィリップは、1601年10月7日にハイデルベルクで行われた馬上槍試合またはその練習中に事故に見舞われ、わずか23歳で死去した。未婚で子供もいなかった。ゲオルク・フォン・リーデゼル（1580年 - 1631年）との馬上槍試合において、ルートヴィヒ・フィリップの槍が壊れ、破片がルートヴィヒ・フィリップのバイザーを貫通し、片目に刺さった。ルートヴィヒ・フィリップは事故から7日後に死去し、ハイデルベルクの聖霊教会に埋葬された。マルクス・ツム・ラムは、『Thesaurus Picturarum』にこの出来事について記している。